# IronE Singleton
IronE Singleton (1975) is een  Amerikaans acteur. Hij is het meest bekend van zijn rol als Alton in The Blind Side en Theodore "T-Dog" Douglas in The Walking Dead.
Singleton is geboren en getogen in Atlanta (Georgia). Hij studeerde af aan de Universiteit van Georgia, waar hij afstudeerde in taalbeheersing en theater. In 1988 speelde hij American football in het eerste elftal van de Georgia Bulldogs.